# Ryota Nishizono
Ryota Nishizono (en japonès 西薗 良太, Kagoshima, 1 de setembre de 1987) és un ciclista japonès, professional des del 2011. Actualment corre a l'equip Bridgestone Anchor Cycling Team. Del seu palamarès destaquen els dos campionats nacionals en contrarellotge.

## Palmarès
- 2011
  - Vencedor d'una etapa a la Volta a Hokkaidō
- 2012
  -  Campió del Japó en contrarellotge
- 2016
  -  Campió del Japó en contrarellotge
- 2017
  -  Campió del Japó en contrarellotge